# 鉄拳6
『鉄拳6』（てっけんシックス）は、バンダイナムコゲームス（ナムコブランド）が2007年11月26日に稼動開始した3D対戦型格闘ゲームである。鉄拳シリーズの7作目に当たる。

## 特徴
本作は、2007年2月16日 - 17日に開催された『AOU2007 アミューズメントエキスポ』で実機映像が初公開され、同年11月26日に全国のゲームセンターで稼動開始した。翌2008年12月18日には、バージョンアップ版に当たる『鉄拳6 BLOODLINE REBELLION』（てっけんシックス ブラッドラインリベリオン）がリリース。2011年9月13日まで、全国のゲームセンターで稼動していた製品は『鉄拳6BR』である。店舗によっては、その後も稼働している場所がある。両製品ともに、PlayStation 3互換基板であるSYSTEM357を採用している。
前作『鉄拳5』や『鉄拳5 DARK RESURRECTION』と同様に、アーケード版では専用のICカード「鉄拳ネットIDカード」に対戦成績等のゲームデータの記録が可能。使用キャラクター、プレイヤー名、勝敗数、G（ファイトマネー）、購入したカスタマイズアイテムなどが記録される。
また、本作からの新システムとして、以下の4つのシステムが導入された。
レイジシステム
一定体力値を切ると特殊な効果音とともにそのキャラクターが手足にオーラをまとい、以後はそのラウンドが終了するまでの間全ての打撃技の威力が上がるシステム。これにより、窮地からでも一気に試合の状況をひっくり返す可能性が高くなった。
ホーミングアタック
一部の回転系の打撃技に適用されたシステムで、相手が時計回り・反時計回りのどちらに避けようとしてもヒットする。判定は、本作では上段か中段のいずれかとなっている（次回作の『鉄拳タッグトーナメント2』では下段のホーミングアタックも存在する）。
バウンド
空中コンボの最中に特定の打撃技を用いて相手を地面に叩き付けると受け身不能の状態になり、さらなる追撃が可能になるシステム。バウンドを組み込んだコンボをバウンドコンボという。ただし、バウンドを誘発できるのはコンボ中1回のみで、2回も3回もバウンドが誘発されることは無い。崩れコンボや壁コンボにも組み込むことができる。
アイテム技
前作ではキャラクターカスタマイズをしても変更されるのはグラフィックのみで、キャラクター性能面までの変化は無かったが、本作では一部のアイテムを装着させることによって特殊な技が使用可能になる。
そして、レオ、ザフィーナ、ミゲル、ボブの4人が新キャラクターとして追加され、さらに『鉄拳6BR』ではラース、アリサの2人が追加された。これにより、使用可能キャラクター数はシリーズ過去最大となった。既存のキャラクターもかなり手を加えられており、中には既存技のモーションの変更・性能の変更のみにとどまらず、技自体が削除されてそれに代わる技が追加されたキャラクターもいる。

## コンシューマー版
2009年10月29日にPS3版とXbox 360版が、翌2010年1月14日にPSP版が発売された。いずれも『鉄拳6』というタイトルで発売されたが、内容はアーケード版『鉄拳6BR』に準じている。そのため、ラースやアリサも使用可能で、システム面の仕様も『鉄拳6BR』に準じている。2023年7月現在、アーケード版鉄拳6の家庭用移植版は存在しない。
当初はPS3版の発売のみが告知されていたが、『東京ゲームショウ2008』の基調講演においてXbox 360版の発売も発表された。プレイステーションシリーズ以外の機種に対応する鉄拳シリーズのソフトが発売されたのは、2001年のゲームボーイアドバンス用ソフト『鉄拳アドバンス』から約8年振りのことである。全世界での累計出荷本数は、2009年10月30日の時点で250万本以上を突破している。
プラクティスモードで技ヒット時のダメージを見ると、通常ヒットで「120%」になっている。

### PS3版 / Xbox 360版
両機種版ともにアーケード版の完全移植が実現している。家庭用では恒例の「アーケードバトルモード」「サバイバルモード」「プラクティスモード」といった基本的なプレイモードは全て押さえている上に、インターネットを介してのオンライン対戦も可能である。
両機種版共通のオリジナルモードとして、「シナリオキャンペーンモード」が収録されている。これは本作の登場キャラクターを利用したステージクリア型のアクションゲームで、各ステージに出現する多数の敵を倒しながらステージを進んでいくというものである。ストーリーは本作の主人公であるラースの目線で進行する。初期状態で使用可能なのはラースかアリサのいずれかであるが、各ステージのボスを倒すことによって使用可能キャラクター数が増えていく。インターネットを介しての通信協力プレイも可能。
また、前作『鉄拳5』や『鉄拳5DR』と同様に、一部のキャラクターには有名作家陣がデザインした「エクストラコスチューム」が用意されている。本作ではCLAMP、岸本斉史、いのまたむつみ、永野護、大暮維人、皆川亮二、山口貴由らがデザインを手掛けた。
なお、Xbox 360版は2017年1月20日にXbox Oneの後方互換機能に対応した。

### PSP版
PSP版は基本性能の違いなどから、アーケード版を忠実に移植することよりも作品を可能な限り再現することに重点を置いている。「アーケードバトルモード」「ストーリーバトルモード」「プラクティスモード」といった基本的なプレイモードは押さえつつも、据え置き機版とはまた違った携帯機版ならではのオリジナルモードを収録している。
これに該当する例として、PSPの所有者同士で通信対戦が可能な「アドホックモード」や、世界中のアーケードプレイヤーから取得したゴーストデータと半永久的に対戦できる「ゴーストバトルモード」、CPUキャラクターに攻撃を当ててファイトマネーを貯める「ゴールドラッシュモード」などがある。これらは前作『鉄拳 DARK RESURRECTION』（『鉄拳5DR』のPSP版用タイトル）からあった要素で、それがそのまま本作に受け継がれる形になった。

## ストーリー
さまざまな混乱のあった「The king of iron fist tournament 5」だったが、大会主催者である三島仁八と風間仁の死闘のすえ、風間仁の優勝で大会は幕を閉じた。
三島財閥頭首となった風間仁は突如、世界に対して独立と宣戦を布告。特殊部隊、鉄拳衆を使い、世界に戦いを仕掛けていき、世界は混乱する。些細ないざこざが世界規模の戦争に発展し、国家は力を失っていった。
破竹の勢いの三島財閥であったが、あるときを境にその対抗勢力として三島一八が権力を握ったG社が顕在化しはじめ、各地で三島財閥の討伐を行っていく。そんなG社を世界は英雄としてもてはやし支持する。そして、三島財閥頭首であり、混乱の原因でもある風間仁に対してG社は莫大な賞金を懸ける。
一方、それまでG社に対して沈黙していた三島財閥は待っていたとばかりに「The king of iron fist tournament 6」の開催を宣言する。

## 登場人物
鉄拳6登場キャラクター 
- レオ
- ザフィーナ
- ミゲル
- ボブ
- 風間仁（かざま じん）
- 三島一八（みしま かずや）
- 三島平八（みしま へいはち）
- アーマーキング
- レイヴン
- クレイグ・マードック
- リリ
- ドラグノフ
- ジュリア・チャン
- キング
- 風間飛鳥（かざま あすか）
- 馮威（フェン・ウェイ）
- ブライアン・フューリー
- 吉光（よしみつ）
- 凌暁雨（リン・シャオユウ）
- ジャック-6（ - シックス）

- クリスティ・モンテイロ
- 花郎（ファラン）
- マーシャル・ロウ
- ポール・フェニックス
- 雷武龍（レイ・ウーロン）
- 李超狼（リー・チャオラン）
- スティーブ・フォックス
- ニーナ・ウィリアムズ
- アンナ・ウィリアムズ
- 白頭山（ペク・トー・サン）
- ロジャーJr.（ - ジュニア）
- クマ / パンダ
- ブルース・アーヴィン
- 王椋雷（ワン・ジンレイ）
- 木人（もくじん）
- 巌竜（がんりゅう）
- エディ・ゴルド
- デビル仁（ - じん）

 CPU専用キャラクター 
- NANCY-MI847J（ナンシー - ）
- アザゼル

 鉄拳6BR追加キャラクター 
- ラース・アレクサンダーソン
- アリサ・ボスコノビッチ

## ステージ
Anger of the Earth（アンガー・オヴ・ジ・アース）
『鉄拳6BR』で登場した火山の噴火活動が活性化している南の島のステージ。
Azazel's Temple（アザゼル’ズ・テンプル）

Azazel's Chamber（アザゼル’ズ・チェンバー）
ラストステージ。アザゼルと対決する。
Cemetery（セメテリー）
雷雨が起こっているステージ。地面を壊すと地下がある。
Central Tower（セントラル・タワー）
ボーナスステージ。三島財閥のセントラルビルのNANCY-MI847Jと対決する。
City After Dark（シティ・アフター・ダーク）
夜の街に建つ建物の屋上ステージ。
Electric Fountain（エレクトリック・ファウンテン）
『鉄拳6BR』で登場した都会の噴水ステージ。時間が経つにつれてライトアップの色が変わる。
Fallen Colony（フォーレン・コロニー）
『鉄拳5』でのコロニーが地球に落下した残骸のステージ。
Fiesta del Tomate（フィエスタ・デル・トマテ）
『鉄拳6BR』で登場し、ランダムセレクトで選べる、スペインのトマト祭りステージ。
Gargoyle's Perch（ガーゴイル’ズ・パーチ）
風間仁専用ステージ。
Hidden Retreat（ヒドゥン・リトリート）
『鉄拳6BR』で登場し、ランダムセレクトで選べる、スイスの高原ステージ。数匹の羊が妨害し、どかすことができる。
High Roller's Club（ハイ・ローラー’ズ・クラブ）
戦うステージがルーレットがモチーフで、闇の紳士たちが集うカジノステージ。
Lightning Storm（ライトニング・ストーム）
BRで登場した嵐の中のヘリポートのあるビルの屋上ステージ。ヘリコプターが墜落する。
Manji Valley（マンジ・ヴァレー）
雪が積もった日本の遺跡ステージ。
Mystical Forest（ミスティカル・フォーレスト）
生い茂る森の中の泉ステージ。
Noh Theater（ノウ・シアター）
荒れた海にある日本の舞台ステージ。遠くでは歌舞伎をやっている。
Rustic Asia（ラスティック・アジア）
中国の田舎町ステージ。
Temple Grounds（テンプル・グラウンズ）
日本の神社ステージ。
Tunnel Disaster（トンネル・ディザスター）
『鉄拳6BR』で登場した災害に遭い炎上しているトンネルステージ。
Urban War Zone（アーバン・ウォー・ゾーン）
戦争中の都会ステージ。

## コミカライズ
高遠るいにより『鉄漫 TEKKEN COMIC』のタイトルで漫画化され、『ウルトラジャンプ』2009年10月号、および『ウルトラジャンプエッグ』2009年10月 - 2010年7月更新分にて連載された。単行本全2巻。飛鳥を主人公に三島財閥の独立宣言から「The king of iron fist tournament 6」開催宣言までの間を描く。